# 西墩福德祠
24°10′44″N 120°38′18″E / 24.178876°N 120.638212°E
西墩福德祠，創立於清乾隆四十年（1775年），為一座位於台灣台中市西屯區超過百年歷史的土地公廟，並供奉著兩尊結婚超過百年的土地公與土地婆，為當地民眾的重要信仰中心之一。:12

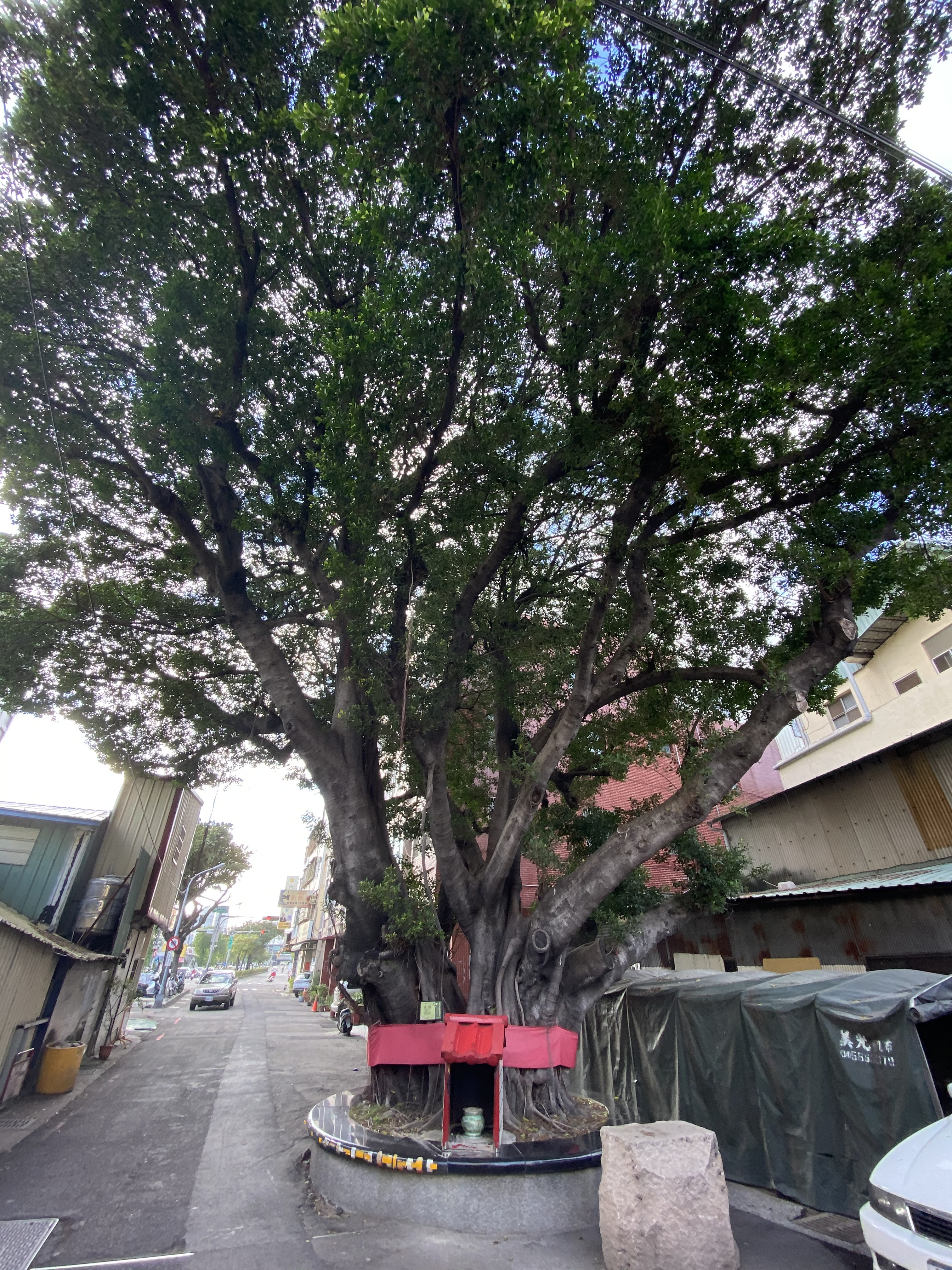
台中西墩福德祠旁大榕樹

## 沿革
該祠創立於1775年，為台中西屯老街附近三座土地公廟中歷史最悠久的一座。:12
清乾隆年間，先民從閩南渡臺於貓霧拺東下堡西大墩街一帶（現今台中市大雅區、西屯區、南屯區、北屯區、北區、西區西部及烏日區西北一帶）墾殖耕種並形成聚落，張廖宗族等拓墾此，西墩福德祠即位於西大墩街的街尾。:13
日大正十年（1921年），當時先民們拓墾有成，購地建屋，坐擁田園、宅第，民眾感念土地公的保佑，在當地仕紳的倡議下正式建廟。另外，當地賢達亦眾議「土地公娶土地婆」一事而成為美談。
大正十二年（1923年），廖拾合祭祀公業捐獻將該公業之所有土地，做為福德祠及隆興宮公益之用。:13
民國六十年（1971年），當地的三間宮廟，清靈宮、隆興宮以及西墩福德祠，聯合設立財團法人「清隆福宮管委會」，並由西安、西墩兩里人士組成董監事會執事共推廟務。:13
民國七十年（1981年），成立福德祠重建委員會，並依照當地里民丁口數捐款策劃重建。重建後即為現今西墩福德祠之樣貌。:13
該祠坐南朝北，屋脊為傳統的燕尾造形，屋頂上有財子壽三仙雕塑，廟前有拜殿與龍柱一對、兩旁則有石獅子共一對，右側有六角亭一座，面積約100坪大小，該祠左前方則有一棵三層樓高、約150年樹齡的老榕樹，並依民間信仰習俗設置神龕、香爐供信眾膜拜。:12
該祠殿內門聯分別提字，內門聯「正氣漫天欣富足 神靈鍾地樂康祉」、中門聯「福貽天興國安家頌稱至正 德垂地仁里眾民誠敬尊神」、外門聯「福德潤群黎四季薦酧俎豆 正神庥全境長年喜慶平安」。:13

## 祭祀與活動
西墩福德祠每年共三次年度祭祀活動，分別於農曆二月初二日、八月十五日以及十二月十六日，除在地居民信眾外亦有許多外地信眾前來參拜。另外，該祠信眾亦參與三年一度的萬和宮老二媽返娘家迎神習俗活動，遶境回鑾當天，神轎均會於該祠前埕駐習，以供信眾膜拜，地方亦備豐盛餐點供信眾們享用，同時欣賞祠前歌仔戲的演出。:13

### 百年神夫妻
2021年1月，該祠盛大舉辦慶典，慶祝該祠土地公與土地婆結婚一百週年。廟方表示土地公能順利娶回土地婆是稀有難得的，百年前必須是當地有傑出的仕紳任重要官職或考取功名才能成功，因此是非常難得且盛大的喜事，現今已滿百週年，是罕見、具代表性的「神夫妻」，因此特別舉辦慶典，祈望土地公與土地婆持續庇佑在地里民。當時慶典現場亦備有紀念金幣、紀念餅、平安紅繩、現包麻糬等贈予民眾，吸引愈千民眾共襄盛舉。

## 外部連結
- 台中西屯福德祠 （页面存档备份，存于）
- 文化地理資訊系統 西墩褔德祠 （页面存档备份，存于）
- 西屯福德祠 臉書專頁